# Texas Wrestling Academy
O Texas Wrestling Academy (anteriormente conhecido como O Shawn Michaels Wrestling Academy) é uma escola de formação profissional wrestling que foi operado por Shawn Michaels e Rudy Boy Gonzalez(que é o único operador da escola agora). A escola tem produzido muitos lutadores bem conhecidos como Brian Kendrick, Paul London,Bryan Danielson,Lance Cade,Shawn Hernandez e Matt Bentley.

## História
Shawn Michaels abriu a Shawn Michaels Wrestling Academy em abril de 1999 com Ken Johnson, Jose Lothario e Rudy Boy Gonzalez. Eles também começaram a promoção de wrestling profissional para ir junto com a escola chamada Texas Wrestling Alliance (TWA).
1. 1 2  Jaya Roopansingh. «Shawn Michaels, still the show-stopper». SLAM! Wrestling. Consultado em 29 de março de 2008